# Elpidia Carrillo
Elpidia Carrillo (ur. 16 sierpnia 1961) – meksykańska aktorka, występująca również w filmach amerykańskich. W Polsce najbardziej znana jest z filmów: Na granicy (1982), gdzie partnerowała Jackowi Nicholsonowi, Salwador (1986) z Jamesem Woodsem i Predator (1987) w którym wystąpiła u boku Arnolda Schwarzeneggera.

## Filmografia
- 1982 – Na granicy
- 1983 – Konsul honorowy
- 1983 – Pod ostrzałem
- 1985 – Krzysztof Kolumb
- 1986 – Salwador
- 1987 – Predator
- 1989 – Policjanci z Miami
- 1990 – Predator 2
- 1995 – Moja rodzina
- 1997 – Odważny
- 2000 – Na pierwszy rzut oka
- 2000 – Chleb i róże
- 2000 – Ostry dyżur
- 2002 – Solaris
- 2003 – Król koki (Kingpin)
- 2005 – Dziewięć żywotów
- 2008 – Siedem dusz
- 2010 – Matka i dziecko
- 2015 – Nieustępliwa
- 2018-21 – Mayans M.C.
- 2019 – Euforia
- 2020 – Windykator
- 2020 – Songbird
- 2021 – Matki
- 2022 – Gabinet osobliwości Guillermo del Toro
- 2023 – Blue Beetle